# Quách Tùng Khiêm
Quách Tùng Khiêm (tiếng Trung: 郭從謙; bính âm: Guō Cóngqiān; ? – 927), nghệ danh Quách Môn Cao (郭門高), là tướng lĩnh nhà Hậu Đường thời Ngũ Đại trong lịch sử Trung Quốc.

## Cuộc đời
Quách Tùng Khiêm vốn là con hát (linh quan). Khoảng năm 918 (?), Tấn vương Lý Tồn Úc mang quân đi đánh Hậu Lương, đóng quân ở Đức Thắng, cho chiêu mộ tử sĩ xung phong. Tùng Khiêm tham gia. Quân Tấn thắng trận, đồng thời Tùng Khiêm nhờ tác chiến dũng mãnh nên được quân tướng sủng ái.
Năm 923, Lý Tồn Úc diệt Hậu Lương, lên ngôi vua, tức Hậu Đường Trang Tông. Quách Tùng Khiêm lần lượt thăng chức từ Quân sử thành Tòng mã trực Chỉ huy sứ. Quách Tùng Khiêm mang họ Quách, nên xem danh tướng Quách Sùng Thao như chú ruột, lại được Mục vương Lý Tồn Nghệ (con rể Quách Sùng Thao) nhận làm con nuôi.
Lúc này, Trang Tông dần sa vào hưởng lạc, lại nghi kỵ công thần. Tháng Giêng (ÂL) năm 926, Trang Tông nghe lời xàm tấu của hoạn quan, giết hại Quách Sùng Thao. Cùng tháng, cả gia đình Thượng thư lệnh Lý Kế Lân cùng bảy vị thuộc hạ cũ (đang giữ chức Thứ sử) bị vu oan diệt tộc. Lý Tồn Nghệ vì bênh vực cha vợ mà bị bắt giam, rồi bị giết không lâu sau đó. Khi Sùng Thao bị hại, Tồn Nghệ bị giam, Quách Tùng Khiêm uống rượu trong quân, giận đến rớm lệ, luôn miệng nói hai người bị oan. Bấy giờ, một binh sĩ của Tòng mã trực là Vương Ôn nghe thế cũng bất bình, cùng bốn binh sĩ khác giết quân sử, có ý đồ làm loạn. Tất cả đều bị bắt chém. Trang Tông răn đe Tùng Khiêm: Bè đảng của mày là Tồn Nghệ, Sùng Thao cô phụ ta, giờ [mày] lại chỉ Vương Ôn làm phản. Lại muốn thế nào nữa? Tùng Khiêm lo sợ, quay về kích động quân sĩ: Các ngươi đem hết tài sản ra để ăn thịt uống rượu thôi, không cần lo cho tương lai đâu! Quân sĩ hỏi nguyên do, Tùng Khiêm đáp: Quân thượng vì việc Vương Ôn, chờ đến ngày phá Nghiệp sẽ chôn sống toàn bộ các ngươi. Quân sĩ tin vào điều đó nên theo Tùng Khiêm làm chính biến.
Cùng thời điểm này, Hoàng Phủ Huy, Triệu Tại Lễ nổi dậy ở Ngụy Bác, chiếm Nghiệp Đô, đánh bại nhiều tướng lĩnh của triều đình. Đại tướng Lý Tự Nguyên trên đường đánh dẹp thì quân đội làm binh biến, liên kết với phản quân, tôn Tự Nguyên lên làm thủ lĩnh. Sau cuộc thân chinh không thành công, Đường Trang Tông quyết định lui quân về kinh đô Lạc Dương để chờ Lý Tự Nguyên dẫn quân tới.
Tháng 4 (ÂL), nhân lúc Trang Tông mới trở về, các lộ binh mã còn đóng ở ngoài thành, Quách Tùng Khiêm phát động chính biến, tuyên bố đưa Lý Tồn Nghệ lên ngôi vua, nhưng không hề biết rằng Tồn Nghệ đã bị Trang Tông giết hại. Đơn vị Tòng mã trực khi đi ngang qua cửa Hưng Giáo liền cùng hai quân Hoàng Giáp tấn công cửa cung. Trang Tông khi đó đang ăn cơm, phái cận vệ xua đuổi loạn quân, cũng cho hoạn quan đến chỗ Chu Thủ Ân ở ngoài thành tới cứu giá. Tuy nhiên, Chu Thủ Ân vốn cùng phe cánh với linh quan, bỏ mặc không cứu.
Phản quân tập trung đốt cửa Hưng Giáo, xông vào trong cung. Đường Trang Tông ban đầu tự mình chỉ huy, phản quân thiệt mạng hàng chục gần trăm người. Đến trưa, không thấy binh mã cứu giá, các tướng lĩnh công khanh phần lớn bỏ chạy, chỉ còn hơn mười người gồm Đô Chỉ huy sứ Phù Ngạn Khanh, Túc vệ quân hiệu Hà Phúc Tiến, Vương Toàn Bân,... Đường Trang Tông sau đó bị trúng tên, Vương Toàn Bân đỡ vua đến Thao Tiêu điện. Trang Tông muốn uống nước cho đỡ khát. Lưu hoàng hậu đang chuẩn bị bỏ chạy, không muốn nhìn mặt Trang Tông, phái hoạn quan dâng lên sữa bơ. Trang Tông uống xong thì chết, bọn Phù, Vương bỏ chạy. Một linh quan sau đó nhặt những nhạc cụ vứt đi để đốt xác.
Sau khi Trang Tông chết, Chu Thủ Ân vào cung, bắt hơn 30 cung nhân sưu tầm nhạc cụ, của quý mang về nhà, lại dung túng cho quân đội cướp bóc. Lưu hoàng hậu gói đồ báu lên ngựa, rồi cùng tình lang là Thân vương Lý Tồn Ác bỏ chạy, có 700 kỵ binh của Lý Thiệu Vinh hộ tống. Thông vương Lý Tồn Xác, Nhã vương Lý Tồn Kỷ trốn chạy. Chu Thủ Ân sau đó không kiểm soát được tình hình, gửi thư mời Lý Tự Nguyên đến tiếp quản Lạc Dương.
Lý Tự Nguyên cho quân vào Lạc Dương, xưng Giám quốc, cũng lần lượt diệt trừ Lưu hoàng hậu, Lý Tồn Ác, Lý Tồn Xác, Lý Tồn Kỷ, Lý Thiệu Vinh, Lý Kế Ngập,... Sau cùng, Lý Tự Nguyên xưng đế, tức Đường Minh Tông. Năm 927, Minh Tông phong Quách Tùng Khiêm làm Thứ sử Cảnh Châu. Tùng Khiêm vừa đến nơi thì bị Minh Tông cho người giết hại, diệt tộc. Chủ Thủ Ân giữ Biện Châu nổi loạn, cũng bị diệt tộc.